# ジャン＝フランソワ・ステヴナン
ジャン＝フランソワ・ステヴナン（Jean-François Stévenin、1944年4月23日 - 2021年7月27日）は、フランスの俳優。

## 出演作品
- ラスト・ダイヤモンド 華麗なる罠（フランス語版）（アルベール）
- SHIBARI 壊れた二人
- 麗しき日々（ロジェ）
- ザ・フォース（グレッグ・レドゥク）
- 最初の人間
- リミッツ・オブ・コントロール（コードネーム：フランス人）
- 愛のはじまり
- 列車に乗った男（ルイジ）
- ジェヴォーダンの獣
- 愛と復讐の騎士
- 告発者Ｋ
- 世界で一番好きな人
- つめたく冷えた月
- 夫たち、妻たち、恋人たち
- 復讐のビッグガン
- パッション（照明技師）
- 北の橋
- 戦争の犬たち
- トリュフォーの思春期